# Byków (rejon drohobycki)
Byków (ukr. Биків, Bykiw) – wieś na Ukrainie w rejonie drohobyckim należącym do obwodu lwowskiego.